# Dieselmotor
De to mest anvendte principper for stempelmotorer er ottomotor og dieselmotor, begge opkaldt efter deres opfindere. Rudolf Diesel (1858-1913) fra Tyskland udviklede dieselmotoren i 1893-97, og Nikolaus August Otto (1832-1891)
I en dieselmotor, som er en varmekraftmaskine, indsprøjtes dieselolie i en komprimeret luftmængde og selvantænder på grund af temperaturen. Derfor bruger dieselmotorer ikke tændrør som ottomotoren. Før motorstart skal et gløderør i forkammeret dog opvarmes, så dieselolie, der rammer det, opvarmes. Dette er dog kun nødvendigt for motorer med forkammerteknik. Gløderøret er kun i brug i 5-30 sekunder, da spildvarmen under driften overtager opvarmningen. Nogle dieselmotorer anvendte i stedet et glødehoved, der på nogle motorer forvarmes med en blæselampe.
En dieselmotor kan være enten totaktsmotor eller firetaktsmotor.

## Totaktsmotorer
Store og små totaktsmotorer kombineres som regel med turboladere og opnår derved en højere specifik ydelse.
De fleste totaktsmotorer driver enten skibe eller mindre kraftværker.
Siden år 2000 har marinemotorer eksisteret med elektronisk styret indsprøjtning af diesel samt elektronisk styret åbning af ventiler. Det første skib, Bow Cecil ejet af det norske rederi "Odfjell", blev udstyret med en sådan motor af MAN B&W Diesel A/S.

## Firetaktsmotorer
Firetaktsmotorer anvendes i dag mange steder i transportindustrien, dels pga. dens høje virkningsgrad, dels pga. dens høje drejningsmoment.
Det var da også momentet, der var argumentet, da man i 1920'ernes USA begyndte at anvende dieselmotorer i lastbilerne. Kort efter fulgte jernbanelokomotiverne; de benytter dog en hydraulisk gearkasse eller elektrisk transmission i modsætning til lastbilernes mekaniske. Det skyldes at en direkte mekanisk overførsel af kraften ikke er solid nok til de kræfter, der bruges i et lokomotiv; drivlinen vil simpelthen blive rykket i stykker. Lokomotiver med elektrisk transmission kaldes dieselelektriske lokomotiver. Dieselelektriske drivliner benyttes i øvrigt også på større dumpers i miner og stenbrud.
De første traktorer med dieselmotor dukkede op i 1930'erne. Og sammen med dem entreprenørmaskinerne (gravemaskiner, bulldozere osv.).
Den første dieselpersonbil, en Citroën Rosalie Diesel med Ricardo-forkammerteknik kom på markedet i 1933. Der skulle dog gå 50 år inden dieselen rigtig fik fat i personbilsmarkedet. Det lykkedes først med turboladeren fra 1980'erne (ofte sammensat med en intercooler) og siden Commonrail indsprøjtningen fra slutningen af 1990'erne.
Dieselmotorer i biler har visse miljømæssige ulemper, der til dels kan afhjælpes af partikelfiltre.